# 此隅山城
此隅山城（このすみやまじょう）は、兵庫県豊岡市の出石にあった日本の城（山城）。別名は子盗城、此隅城。有子山城跡と合わせて「山名氏城跡」として国の史跡に指定されている。

## 歴史

### 室町時代
文中年間（1372年－1374年）、標高140ｍほどの独立した低丘陵に山名師義が築城したという。以後山名氏の拠点となる。城の西側の山麓に「御屋敷」の地名が残っており、守護館があった場所と考えられている。

### 戦国時代
『神床家文書』によると、永正元年（1504年）、山名致豊と家臣の垣屋続成の対立抗争が起きて城は垣屋氏の攻撃を受け、このとき出石神社が焼失したという。
その後、但馬守護の山名祐豊は因幡守護の山名誠通と戦火を交え、天文17年（1548年）に祐豊が勝利して因幡国を完全制覇するに至った。しかし、永禄12年（1569年）8月1日、織田信長の家臣木下秀吉や坂井政尚らの軍勢が但馬に進攻して此隅山城や生野銀山など18カ所が落去（落城）したという。
落城後、山名祐豊は但馬を出て堺の商人を頼り、今井宗久の斡旋で但馬国への帰国が許され、天正2年（1574年）頃に有子山城を築城した。

## 歴代城主
- 山名師義
- 山名時義：師義の弟。父時氏と共に南朝から帰参した。
- 山名時熙：時義の子。足利義満から討伐を受けたが、復権した。
- 山名持豊（山名宗全）：時熙の三男。応仁の乱の西軍の首領。
- 山名教豊：宗全の嫡男。
- 山名政豊：教豊の子。
- 山名致豊：政豊の次男。
- 山名誠豊：致豊の弟。
- 山名祐豊：致豊の次男。